# Andrejs Gražulis
Andrejs Gražulis (Koknese, 21 luglio 1993) è un cestista lettone.

## Palmarès
- Campionato lettone: 2

Ventspils: 2013-2014
VEF Riga: 2018-2019